# Overtown (North Lanarkshire)

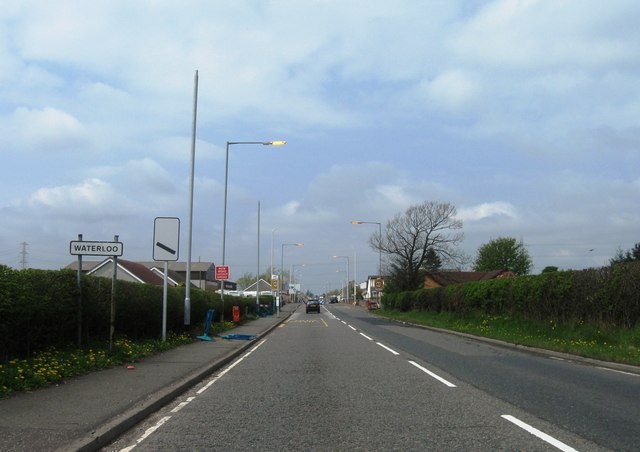
Zufahrt nach Overtown von Nordosten

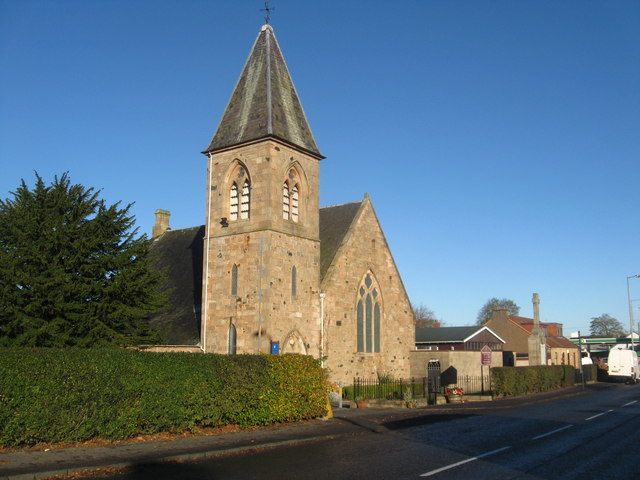
Die Kirche von Overtown

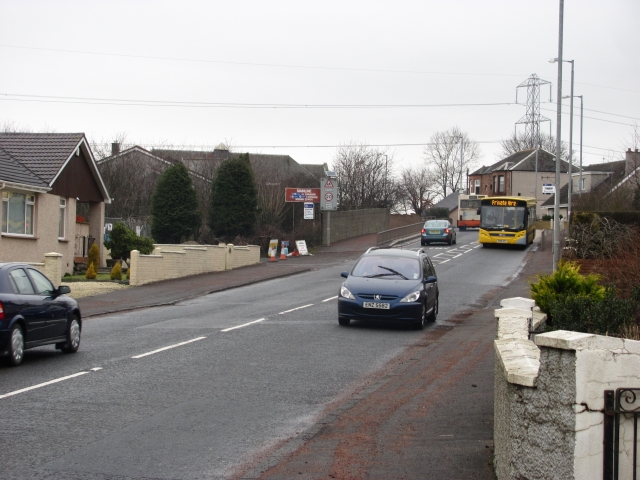
Die Hauptstraße von Overtown

Overtown ist eine Ortschaft, die südöstlich von Glasgow in der Region North Lanarkshire in Schottland liegt.

## Geographie
Overtown liegt im Westen der Central Lowlands in einem breiten Tal, das durch den Clyde gebildet wird. Er fließt nordöstlich des Ortes, an seinem Ufer liegt auch, etwa anderthalb Kilometer flussabwärts im Norden, die Stadt Wishaw. Weitere Ortschaften in der Nähe sind Waterloo im Nordosten, Law im Südosten und Dalserf im Süden.

## Historisches
Im Rahmen der historischen Gliederung Schottlands in Civil Parishes zählt Overtown zu Cambusnethan, das zu Lanarkshire gehörte.
Im Ort sind zwei Gebäude als Listed Building in der Kategorie C ausgewiesen worden. Diese sind die Kirche Overtown Parish Church sowie das zugehörige Pfarrhaus.

## Wirtschaft
Overtown hatte sich im Laufe des 19. Jahrhunderts als Siedlung von Bergarbeitern entwickelt. In diesem Zusammenhang bekam der Ort auch einen Güterbahnhof, um die in den Zechen gewonnenen Rohstoffe abzutransportieren. Nachdem sie, Anfang der 1950er Jahre, geschlossen worden waren, erlitt Overtown einen Bevölkerungsrückgang.

## Verkehr
Die Hauptstraße des Ortes bildet die A71, die von Edinburgh kommt und in Irvine endet.